# La Pucelle d'Orléans (opéra)
Pour les articles homonymes, voir La Pucelle d'Orléans.
Représentations notables
En 1882, pour la première fois, un opéra de Tchaïkovski fut représenté en dehors de Russie ; à Prague
Personnages
- Jeanne d'Arc (soprano ou mezzo-soprano)
- Charles VII, Roi de France (ténor)
- Agnès Sorel, sa maîtresse (soprano)
- Dunois, un soldat français (baryton)
- Lionel, un soldat bourguignon (baryton)
- L'archevêque (cardinal lors de la première représentation) (basse)
- Raymond, fiancé de Jeanne (ténor)
- Thibaut, père de Jeanne (basse)
- Bertrand, un paysan (basse)
- Lauret (basse)
- Un soldat (basse)
- Une voix d'ange (soprano)
- Courtisans et dames de cour, soldats français et anglais, chevaliers, moines, bohémiens, pages, bouffons, fous du roi, nains, ménestrels, clowns, foule (muets)

Airs
- Aria de Jeanne dans l'acte I, "Простите вы, холмы, поля родные" ("Adieu, forêts.")

La Pucelle d'Orléans (en russe : Орлеанская дева / Orleanskaïa deva ; en orthographe précédant la réforme de 1917-1918 : Орлеанская дѣва) est un opéra en quatre actes et six scènes de Piotr Ilitch Tchaïkovski, sur un livret du compositeur tiré de diverses œuvres : Die Jungfrau von Orleans de Friedrich von Schiller, traduit par Vassili Joukovski ; Jeanne d’Arc de Jules Barbier ; le livret d'Auguste Mermet pour son opéra et la biographie de Jeanne d'Arc d'Henri Wallon.
Cet opéra est dédié au chef d'orchestre Eduard Nápravník. Cette œuvre a été créée au théâtre Mariinsky de Saint-Pétersbourg le 25 février 1881.

## Personnages
- Jeanne d'Arc (soprano ou mezzo-soprano)
- Charles VII (ténor), Roi de France
- Agnès Sorel (soprano), sa maîtresse
- Dunois (baryton), un soldat français
- Lionel (baryton), un soldat bourguignon
- L'archevêque (cardinal lors de la première représentation) (basse)
- Raymond (ténor), fiancé de Jeanne
- Thibaut (basse), père de Jeanne
- Bertrand (basse), un paysan
- Lauret (basse)
- Un soldat (basse)
- Une voix d'ange (soprano)
- Courtisans et dames de cour, soldats français et anglais, chevaliers, moines, bohémiens, pages, bouffons, fous du roi, nains, ménestrels, clowns, foule (muets)

## Argument
ACTE 1
Thibaut, paysan de Domrémy, s'est décidé à donner sa fille Jeanne pour épouse à son ami d'enfance Raymond. Un vieux paysan raconte qu'en France, les envahisseurs anglais sont près d'Orléans et ont vaincu le Roi. Jeanne reste calme contrairement aux autres paysans. Elle prédit la défaite des Anglais et la mort de leur chef Salisbury. Personne ne la croit, son père la croit folle. À ce moment-là, un soldat annonce la défaite de Salisbury. Tout le monde prie pour la victoire des Français et Jeanne qui ressent une injonction divine, quitte sa patrie et conduit les soldats français à la victoire. Des voix célestes annoncent un prochain triomphe.
ACTE 2
Le Roi, sa maîtresse Agnès Sorel et la cour s'arrêtent au château de Chinon. Pendant que Dunois cherche en vain à persuader le Roi de monter à la tête de ses troupes, on annonce que les Anglais ont encore plus avancé. Agnès réussit à donner au Roi une nouvelle énergie, mais soudain retentissent des fanfares. Dunois et l'évêque rapportent qu'une jeune vierge inconnue s'est hissée à la tête des Français et a anéanti les Anglais et les a vaincus. Jeanne apparaît, elle remarque aussitôt que Dunois est assis sur le trône du Roi. Elle ne se laisse pas tromper et reconnait et salue le Roi qu'elle n'avait jamais vu avant. À la suite de prophéties, le Roi, aussi, croit maintenant que la jeune fille est une envoyée de Dieu et lui fait confiance sous les « hourras » de son armée. Dunois qui aime Jeanne, bien qu'elle l'ait découragé, reste solidaire de celle qui fut bénie par l'évêque sur le champ de bataille.
ACTE 3
Jeanne a encore obtenu une victoire et elle veut tuer Lionel le Bourguignon qui se battait pour les Anglais, mais elle l'épargne, parce qu'entre-temps, elle en est tombée amoureuse. Lionel rejoint les Français, cependant Jeanne sait qu'elle perdra le bonheur, car elle a rompu ses vœux. Après la victoire glorieuse des Français sous la conduite de Jeanne, le couronnement de Charles VII a lieu à Reims. Tout le monde félicite la jeune fille ; bien que son père l'accuse d'actions sataniques. Le Roi et l'évêque somment Jeanne de se justifier, mais la jeune fille se tait, sa faute apparaissant évidente. Malgré tout, Dunois cherche à la défendre. Soudain on entend des coups de tonnerre, ce qui pour tous prouve la culpabilité de Jeanne. Tous laissent la malheureuse, seul Lionel, qui l'aime, reste pour Jeanne, bien qu'il soit la source de son malheur.
ACTE  4
Jeanne, évitée de tous, s'est réfugiée dans une forêt et réfléchit à son destin. Lionel arrive, et une fois de plus ils s'avouent leur amour. Des voix célestes parlent de faute et de mort. Des soldats ennemis surprennent les amants, tuent Lionel et s'emparent de Jeanne, qui a été condamnée à la mort comme sorcière. Au milieu de la ville de Rouen, la jeune fille est conduite au bûcher, le peuple ne sait pas comment se comporter. Jeanne perd courage un instant, puis sereinement laisse la mort arriver. Des voix célestes prononcent sa rédemption et sa béatitude.